# Бузунів
Бузунів (Бузинів, Бузин, Бузіново рос. Бузунов) — колишній хутір у Ново-Чарторийській волості Новоград-Волинського повіту Волинської губернії та Браталівській, Меленецькій та Війтовецькій сільських радах Любарського району Житомирська і Бердичівської округ, Вінницької й Житомирської областей.

## Населення
У 1923 році кількість мешканців становила 18 осіб, дворів — 4.
Відповідно до перепису населення СРСР 17 грудня 1926 року, чисельність населення становила 83 особи, з них, за статтю: чоловіків — 43, жінок — 40; за етнічним складом: українців — 67, євреїв — 3, поляків — 13. Кількість домогосподарств — 19.

## Історія
Час заснування — невідомий. До 1917 року — хутір Ново-Чарторийської волості Новоград-Волинського повіту Волинської губернії. З 1923 року числиться як населений пункт Великобраталівської (Браталівської) сільської ради Любарського району Житомирської округи. Розміщувався за 16,5 верст від районного центру, міст. Любар, та 2,5 версти від центру сільської ради, с. Браталів.
У червні 1925 року Любарський район перечислено до складу Бердичівської округи. Станом на 17 грудня 1926 року показаний в складі Меленецької сільської ради Любарського району Бердичівської округи. Відстань до центру сільської ради, села Меленці — 1 верста, до районного центру, міст. Любар — 15 верст, до окружного центру, міста Бердичів — 55 верст, до найближчої залізничної станції, Романів — 5 верст. У 1941 році включений до складу новоствореної Війтовецької сільської управи.
Зняте з обліку до 1 вересня 1946 року.